# Gunnera manicata
Gunnera manicata Linden ex André, nota anche come mostro delle paludi  o rabarbaro gigante, è una grande pianta erbacea perenne della famiglia delle Gunneraceae, originaria del Sud America in particolare di Brasile e Colombia. Si distingue per le sue notevoli dimensioni. I suoi fusti robusti e spinosi possono raggiungere un'altezza superiore ai 2,5 metri e sostengono enormi foglie che possono raggiungere una larghezza di 2-3 metri nel giro di pochi mesi.
Nonostante il nome comune rabarbaro gigante, questa pianta non è strettamente imparentata con il vero rabarbaro.

## Descrizione
Forma ciuffi, raggiungendo un'altezza di 2,5 metri e una larghezza di 4 metri o più. Le enormi foglie possono arrivare a un diametro superiore a 120 cm. La foglia più grande mai registrata aveva una larghezza di 3,3 metri. La parte inferiore della foglia e tutto il fusto sono ricoperti di spine. La sua fioritura avviene all’inizio dell’estate quando produce un fiore color rossastro a forma di pannocchia che produce piccoli fiori rosso-verdastri, in coppie, che danno seguito a piccoli frutti sferici. Come la maggior parte delle gunnere, ha una relazione simbiotica con alcune alghe verde-azzurre che forniscono azoto per fissazione.
La pianta è simile alla Gunnera tinctoria che presenta però foglie di più grandi dimensioni, che possono crescere fino a 2,5 metri di diametro, a forma di cuore e palmate, con margini lobati fino a 9 lobi. Vi sono anche varietà nane, come la Gunnera magellanica.

## Distribuzione e habitat
Questa pianta vive in ambienti estremamente umidi difatti ama le rive dei fiumi o le bordure dei laghetti dove diventa un punto focale per la sua maestosità. La gunnera manicata è la specie più comune e facilmente coltivabile di questo genere di piante erbacee perenni, particolarmente adatta per essere coltivata in prossimità di specchi d'acqua. Predilige terreni profondi, umidi ma senza ristagni d’acqua, al sole o in posizioni parzialmente ombreggiate, riparate, per evitare che le foglie vengano danneggiate dal vento.
Durante l'inverno la base della pianta deve essere protetta con terriccio e con le sue foglie ormai morenti che in autunno appassiscono, recise o ripiegate su uno strato di paglia.